# 杨百寅
杨百寅，清华大学经济管理学院领导力与组织管理系系主任、教授，主要从事知识整体理论、领导力开发等方面的研究工作。担任《人力资源开发季刊》主编，入选中华人民共和国教育部2009年度"长江学者"特聘教授。